# Doença de inclusão citomegálica
A doença de inclusão citomegálica é causada por um citomegalovírus sendo fatal para o bebê na gravidez.
É transmitida por cachorros e outros animais.